# Baryscapus euphorbiae
Baryscapus euphorbiae är en stekelart som beskrevs av Graham 1991. Baryscapus euphorbiae ingår i släktet Baryscapus och familjen finglanssteklar.
Artens utbredningsområde är:
- Nederländerna.
- Sverige.

Arten är reproducerande i Sverige. Inga underarter finns listade.